# Bernville
Bernville es un borough ubicado en el condado de Berks en el estado estadounidense de Pensilvania. En el año 2000 tenía una población de 865 habitantes y una densidad poblacional de 819 personas por km².

## Geografía
Bernville se encuentra ubicado en las coordenadas 40°26′01″N 75°06′40″O / 40.43361, -75.11111.

## Demografía
Según la Oficina del Censo en 2000 los ingresos medios por hogar en la localidad eran de $41,250 y los ingresos medios por familia eran $47,031. Los hombres tenían unos ingresos medios de $32,679 frente a los $25,109 para las mujeres. La renta per cápita para la localidad era de $19,038. Alrededor del 8.2% de la población estaba por debajo del umbral de pobreza.